# New Executable
New Executable (kurz NE, englisch executable für ‚ausführbar‘) ist ein 16-Bit-Dateiformat für ausführbare Dateien unter Microsoft-Betriebssystemen, welches als Nachfolger zum MZ-Format gilt. Es wurde in 16-Bit Windows-Betriebssystemen, dem Multitasking-System MS-DOS 4.0, OS/2 1.x, sowie im OS/2-Subsystem von Windows NT bis zur Version 5.0 (Windows 2000) verwendet.
Nachfolger ist das Portable-Executable-Format für 32-bit und 64-bit Versionen von Windows.

## Kompatibilität
Programme im New-Executable-Format beginnen aus Kompatibilitätsgründen mit dem Header einer MZ-Datei, welcher beim Aufrufen des Programms unter DOS ausgeführt wird. Bei den meisten Programmen enthält dies jedoch nichts weiter als die Ausgabe einer Fehlermeldung, dem sogenannten „DOS-Stub“ – die Ausgabe lautet „This program cannot be run in DOS mode“. Allerdings sind so auch vollständige Fat Binaries für DOS und Windows, d. h. mit einer vollen DOS- und Windows-Version des Programms, erstellbar. Von dieser Möglichkeit macht z. B. das Setup-Programm (SETUP.EXE) von Windows 3.1 Gebrauch.
Obwohl in erster Linie für 16-Bit-Windows-Betriebssysteme entwickelt, lassen sich Dateien im New-Executable-Format auch unter einem 32-Bit-Windows ausführen. Betriebssysteme ab Windows Vista können allerdings keine Icons aus New-Executable-Dateien mehr anzeigen.
Auf 64-Bit-Windows-Systemen sind 16-Bit-Programme nicht ausführbar. NE-Dateien sind aber weiterhin auf allen Windows-Systemen in Benutzung, da Bitmap-Schriftarten (.fon) technisch gesehen NE-Dateien sind, wenngleich sie keinen ausführbaren Code enthalten.